# Рудница (Смоленская область)
Рудница  — деревня в Смоленской области России, в Сафоновском районе. Население – 12 жителей (2007 год) . Расположена в центральной части области в 30 км к северо-востоку от города Сафонова, в 20 км севернее автодороги М1 «Беларусь», на берегу реки Соля. В 24 км севернее от деревни железнодорожная станция Митино	 на линии Москва — Минск. Входит в состав Казулинского сельского поселения.

## История
В годы Великой Отечественной войны деревня была оккупирована гитлеровскими войсками в сентябре 1941 года, освобождена в 1943 году.